# Evelyn Hubbard
Evelyn Hubbard (18 mars 1852 - 24 août 1934) est un homme d'affaires britannique et un homme politique conservateur.

## Biographie
Il est le cinquième fils de John Gellibrand Hubbard (plus tard baron Addington), directeur et gouverneur de la Banque d'Angleterre, et député de la ville de Londres.
Il fait ses études au Radley College et à Christ Church, Oxford, avant d'entrer dans l'entreprise familiale de John Hubbard et compagnie, Russia Merchants en 1875,. Il devient par la suite le dernier gouverneur de la Compagnie de Moscovie, un directeur de la Banque d'Angleterre et un membre de la commission de lieutenance de la Cité de Londres.
La maison de la famille est Addington dans le Buckinghamshire et quand une vacance s'est produite pour la circonscription parlementaire de North Buckinghamshire en 1889, il est choisi comme candidat conservateur. Il est battu par son opposant libéral, Edmund Hope Verney par 208 voix. Deux ans plus tard, lors d'une autre élection partielle dans la circonscription, et il est de nouveau battu, le nouveau député libéral augmentant la majorité à 381 voix .
Entre-temps, Hubbard déménage à Londres et, en mars 1892, il est élu conseiller municipal du London County Council, en tant que membre du Parti modéré soutenu par les conservateurs. Il occupe le siège jusqu'en 1898.
En 1894, Hubbard est choisi pour se présenter à Plymouth aux élections générales de 1895. Plus tard cette année-là, le député conservateur de Brixton, George Osborne devient duc de Leeds. Hubbard est sélectionné pour l'élection partielle qui en résulte par l'Association conservatrice de Brixton . L'élection partielle a lieu le 30 janvier 1896 et est élu député avec une majorité sur son opposant radical de 2.362 voix. Il se retire des Communes en mars 1900, sur les conseils de ses médecins .
Il est un grand partisan de la Société nationale pour la prévention de la cruauté envers les enfants, aidant la société à obtenir sa charte royale et servant de trésorier honoraire.
Il épouse Eveline Portal en 1881 et ils ont trois fils. Il meurt subitement pendant ses vacances à Harrogate, Yorkshire en août 1934, âgé de 82 ans.